# Île de l'Antarès
L'île de l'Antarès est une île française de l'archipel des Kerguelen située dans la passe Royale à l'entrée du golfe du Morbihan et au nord de la presqu'île Ronarc'h.

## Histoire
Edgar Aubert de la Rüe qui la visite en 1949-1950 écrit : « Ma dernière sortie fut une visite à l'île Antarès, dont la riche végétation est la plus représentative que je connaisse de la flore de l'archipel. A ce titre, elle mériterait, avec quelques autres îles du golfe de Morbihan, de devenir un parc national ». 